# Leszek Talko (bibliotekarz)
Leszek Talko (ur. 9 listopada 1916 w Bobrujsku, zm. 22 lipca 2003) – dziennikarz, prawnik, bibliotekarz, dyrektor Biblioteki Polskiej w Paryżu i prezes Towarzystwa Historyczno-Literackiego w Paryżu.

## Życiorys
Ukończył prawo w Warszawie. W 1940 roku dotarł do obozu w Coëtquidan, gdzie formowano polskie wojsko. W 1942 roku aresztowany przez Hiszpanów przy próbie przekroczenia granicy i internowany na 7 miesięcy. Od jesieni 1943 roku był żołnierzem 1. Dywizji Pancernej generała Stanisława Maczka. Na emigracji działał w PPS i  w latach 1973–1990 był redaktorem naczelnym Robotnika. Pozostał na emigracji. Studiował na Université Libre de Bruxelles. W latach 1961–1969 w ramach francusko-marokańskiej współpracy przemysłowej przebywał w Maroku. W latach 1976–1980 był kierownikiem polskiej sekcji Radio France Internationale. W latach 1983–2003 był prezesem polonijnej Wspólnoty Polsko-Francuskiej. Od 1992 roku do 1999 roku był dyrektorem Biblioteki Polskiej w Paryżu. Jako działacz związkowy należał do Force Ouvrière. Był delegatem tego związku na I Krajowym Zjeździe Delegatów NSZZ „Solidarność”. Pochowany na cmentarzu Montmorency w grobowcu Towarzystwa Historyczno-Literackiego.

## Odznaczenia
- 2002: Krzyż Komandorski z Gwiazdą Orderu Odrodzenia Polski[6]